# С-101 (підводний човен СРСР)
| С-101                                                                 | С-101                                                                                            | С-101                                                                                            |
| --------------------------------------------------------------------- | ------------------------------------------------------------------------------------------------ | ------------------------------------------------------------------------------------------------ |
|                                                                       |                                                                                                  |                                                                                                  |
|                                                                       |                                                                                                  |                                                                                                  |
| Схема підводного човна типу «Середня»                                 |                                                                                                  |                                                                                                  |
| Під прапором                                                          | Військово-морський флот СРСР                                                                     | Військово-морський флот СРСР                                                                     |
| Порт приписки                                                         | Усть-Двінськ Полярний                                                                            | Усть-Двінськ Полярний                                                                            |
| Закладений                                                            | 20 червня 1937                                                                                   | 20 червня 1937                                                                                   |
| Спуск на воду                                                         | 20 квітня 1938                                                                                   | 20 квітня 1938                                                                                   |
| Введений до складу флоту                                              | 29 грудня 1940                                                                                   | 29 грудня 1940                                                                                   |
| Сучасний статус                                                       | 17 лютого 1956 року списаний на брухт                                                            | 17 лютого 1956 року списаний на брухт                                                            |
| Бойовий досвід                                                        | Німецько-радянська війна * Кампанія на Балтійському морі * Кампанія в Арктиці                    | Німецько-радянська війна * Кампанія на Балтійському морі * Кампанія в Арктиці                    |
| Нагороди                                                              | Орден Червоного Прапора                                                                          | Орден Червоного Прапора                                                                          |
| Проєкт                                                                |                                                                                                  |                                                                                                  |
| Тип ПЧ                                                                | Середній дизель-електричний торпедний ДПЧ                                                        | Середній дизель-електричний торпедний ДПЧ                                                        |
| Розробник проєкту                                                     | завод № 112, Горький                                                                             | завод № 112, Горький                                                                             |
| Основні характеристики                                                |                                                                                                  |                                                                                                  |
| Швидкість (надводна)                                                  | 19,5 вузлів (36,1 км/год)                                                                        | 19,5 вузлів (36,1 км/год)                                                                        |
| Швидкість (підводна)                                                  | 9,6 вузли (17,77 км/год)                                                                         | 9,6 вузли (17,77 км/год)                                                                         |
| Робоча глибина занурення                                              | 80 м                                                                                             | 80 м                                                                                             |
| Гранична глибина занурення                                            | 100 м                                                                                            | 100 м                                                                                            |
| Автономність плавання                                                 | 30 діб                                                                                           | 30 діб                                                                                           |
| Екіпаж                                                                | 46 осіб                                                                                          | 46 осіб                                                                                          |
| Розміри                                                               |                                                                                                  |                                                                                                  |
| Довжина найбільша (по КВЛ)                                            | 77,7 м                                                                                           | 77,7 м                                                                                           |
| Ширина корпусу найб.                                                  | 6,4 м                                                                                            | 6,4 м                                                                                            |
| Середня осадка (по КВЛ)                                               | 4,06 м                                                                                           | 4,06 м                                                                                           |
| Водотоннажність надводна                                              | 866,1 т                                                                                          | 866,1 т                                                                                          |
| Силова установка                                                      |                                                                                                  |                                                                                                  |
| дизель-електрична; 2 × дизельні двигуни 1Д 2 × електромотори ПГ-72/35 |                                                                                                  |                                                                                                  |
| Гвинти                                                                | 2                                                                                                | 2                                                                                                |
| Потужність                                                            | дизельні двигуни — 2 × 2 000 к. с. електромотори — 2 × 550 к.с.                                  | дизельні двигуни — 2 × 2 000 к. с. електромотори — 2 × 550 к.с.                                  |
| Озброєння                                                             |                                                                                                  |                                                                                                  |
| Торпедно- мінне озброєння                                             | 6 ТА калібру 533-мм (12 торпед)                                                                  | 6 ТА калібру 533-мм (12 торпед)                                                                  |
| ППО                                                                   | 1 × 100-мм/51 гармата Б-24 (200 снарядів) 1 × 45-мм напівавтоматична гармата 21-К (500 снарядів) | 1 × 100-мм/51 гармата Б-24 (200 снарядів) 1 × 45-мм напівавтоматична гармата 21-К (500 снарядів) |

С-101 — радянський дизель-електричний підводний човен типу «Середня» серії IX-біс, що входив до складу Військово-морського флоту СРСР за часів Другої світової війни. Закладений 20 червня 1937 року на верфі заводу № 112 у Горькому під заводським номером 243. 20 квітня 1938 року спущений на воду. 29 грудня 1940 року включений до складу Балтійського флоту. У серпні 1941 року перейшов Біломорсько-Балтійським каналом з Ленінграда в Полярний і увійшов до складу Північного флоту.

## Історія
На 22 червня 1941 року підводний човен С-101 був у складі 2-го дивізіону 1 бригади підводних човнів Балтійського флоту в Усть-Двінську, командиром човна був капітан 3 рангу В. К. Векке. У серпні 1941 року корабель Біломорсько-Балтійським каналом з Ленінграда вийшов на північ і 8 вересня 1941року після прибуття до Бєломорська включений до складу Північного флоту. За час ведення воєнних дій С-101 здійснив 12 бойових походів, провів 16 атак по різних цілях, випустивши при цьому 43 торпеди. 29 березня 1943 року потопив німецький пароплав «Ajax» (2297 брт). 28 серпня 1943 року — торпедною атакою знищив німецький підводний човен U-639 з усім екіпажем.
24 травня 1945 року нагороджений орденом Червоного Прапора.
17 лютого 1956 року виключений зі складу радянського ВМФ. 26 березня 1956 року переданий Окремому дивізіону Аварійно-рятувальної служби Біломорської флотилії Північного флоту для тренувань водолазів. У 1957 році розібраний на брухт у Мурманську.